# Алфред Флатов
Терезијенштат
Алфред Флатов (Гдањск, 3. октобар 1869 — Терезијенштат, 28. децембар 1942) је био немачки гимнастичар, који је учествовао на првим Олимпијским играма 1896 у Атини.
Освојио је укупно четири медаље, две појединачно и две у екипној конкуренцији. Са репрезентацијом Немачке, освојио је златне медаље, у дисциплинама вратило и разбој. У обе дисциплине екипу су сачуњавали:Фриц Хофман, Конрад Бекер, Алфред Флатов, Густав Флатов, Георг Хилмар, Фриц Мантојфел, Карл Нојкирх, Рихард Рештел, Густав Шуфт, Карл Шуман и Херман Вајнгертнер.
Појединачно је освојио по једно злато и сребро. Победник је био у дисципплини разбој а други у дисципплини вратило. Учествовао је још и у дисциплинама коњ са хватаљкама, прескок и кругови, али у тим дисциплинама није успео да освојио медаљу.
Његов рођак, Густав је такође био успешан гимнастичар.
Флатов је био Јевреј. Бежећи пред нацистичким прогоном, 1938. одлази у Холандију. Након немачке окупације Холандије бива ухапшен и пребачен у концентрациони логор Терезијенштат, у Чехословачкој. Тамо је и преминуо 28. децембра 1942.
Улица и спортска хала у Берлину добили су име по њему и његовом рођаку Густаву. Поводом стогодишњице модерних олимпијских игара издата је поштанска марка са његовим ликом.

## Галерија
- Пригодна поштанска марка поводом 100 година Првих олимпијских игара 1896. са ликовима Алфреда и Густава Флатова
- Спомен плоча на Спортској хали у Берлину која носи име Алфреда и Густава Флатова